# Victor Izay
Victor Izay (né le 23 décembre 1923 à Watertown dans l'État de New York, et mort le 20 janvier 2014 à Glendora, Californie) est un acteur américain.

## Filmographie partielle

### Cinéma
- 1964 : Dr. Sex de Ted V. Mikels: Dr Sex
- 1965 : One Shocking Moment de Ted V. Mikels: D.G. Brenner
- 1966 : W.I.A. Wounded in Action de Irving Sunasky: Sgt. Roman
- 1967 : Eden Cried de Fred Johnson
- 1968 : Girl in Gold Boots de Ted V. Mikels: M.. Casey
- 1968 : The Astro-Zombies de Ted V. Mikels: Dr Petrovich
- 1970 : Un nommé Cable Hogue de Sam Peckinpah: Commis de bureau
- 1971 : Billy Jack de Tom Laughlin: Médecin
- 1972 : Premonition de Alan Rudolph: Kilrenny
- 1972 : Blood Orgy of the She Devils de Ted V. Mikels: Dr Helsford
- 1974 : The Single Girls de Beverly Sebastian et Ferd Sebastian: Andrew
- 1974 : The Trial of Billy Jack de Tom Laughlin: Doc
- 1975 : Sons of Sassoun de Sarky Mouradian: M.. Garabed
- 1977 : Billy Jack Goes to Washington de Tom Laughlin
- 1982 : Blood Song de Alan J. Levi: Médecin
- 1982 : Forty Days of Musa Dagh de Sarky Mouradian: Dr Altouni
- 1988 : Young Guns de Christopher Cain: Justice Wilson
- 2006 : Employés modèles de Greg Coolidge: Greeter (Jerry)
- 2007 : Bande de sauvages de Walt Becker: M. Putnam

### Télévision

#### Séries télévisées
- 1961 : The Rebel : The Promise (saison 2 épisode 18) : Abel Hawkins
- 1961 : The Rebel : The Pit (saison 2 épisode 26) : Prédicateur
- 1961 : Perry Mason : The Case of the Renegade Refugee (saison 5 épisode 13) : M.. Jones
- 1962 : The Lloyd Bridges Show : El Medico (saison 1 épisode 2) : Officier
- 1962 : The Lloyd Bridges Show : The Miracle of Mesa Verde (saison 1 épisode 10) : Guide du musée
- 1962 : The Dick Powell Show (en) : The Big Day (saison 2 épisode 13) : Brown
- 1964 : Rawhide : Un ami cher (Incident of Piney) (saison 7 épisode 3) : Clerk
- 1964 : Rawhide : Le cahier (Incident of the Book) (saison 7 épisode 14) : Fred Holt
- 1965 : Le Proscrit : The Greatest Coward on Earth (saison 2 épisode 11) : Commis d'hôtel
- 1965 : Gunsmoke : The New Society (saison 10 épisode 35) : Depositor
- 1965 : Gunsmoke : The Storm (saison 11 épisode 2) : Bartender
- 1965 : Gunsmoke : The Bounty Hunter (saison 11 épisode 7) : Bartender
- 1966 : Le Proscrit : Yellow for Courage (saison 2 épisode 23) : Banquier
- 1966 : Gunsmoke : The Wrong Man (saison 12 épisode 7) : Dutch
- 1967 : Cimarron : Huit ans après (The Deputy) (saison 1 épisode 14) : Pedro
- 1969 : The Bill Cosby Show : A Word from Our Sponsor (saison 1 épisode 12) : Fitzgerald
- 1969 : Mannix : Comment attraper un lapin (To Catch a Rabbit) (saison 2 épisode 25) : Lab Man
- 1970 : Gunsmoke : Luke (saison 16 épisode 8) : Bull
- 1970 : Gunsmoke : The Scavengers (saison 16 épisode 10) : Barkeep
- 1971 : Mannix : Le tueur (Overkill) (saison 4 épisode 24) : Janney
- 1971 : Monty Nash : The Man in the Embassy(saison 1 épisode 4) : Mendez
- 1971 : Gunsmoke : The Legend (saison 17 épisode 6) : Bull
- 1971 : Gunsmoke : Lynott (saison 17 épisode 8) : Bull
- 1971 : The D.A. : The People vs. Edwards (saison 1 épisode 5) : Judge Simmons
- 1971 : The D.A. : The People vs. Slovik (saison 1 épisode 6) : Judge Simmons
- 1971 : The D.A. : The People vs. Lindsey (saison 1 épisode 7) : Judge Simmons
- 1971 : The D.A. : The People vs. Fowler (saison 1 épisode 10) : Judge Simmons
- 1971 : The D.A. : The People vs. Walsh (saison 1 épisode 14) : Judge Simmons
- 1972 : La Nouvelle Équipe : Big George (saison 4 épisode 24) : Bartender
- 1972 : Emergency! : Nurse's Wild (saison 1 épisode 6) : Arthur Grey
- 1972 : Emergency! : Kids (saison 2 épisode 2) : Judge
- 1972 : L'Homme de fer : Changement de programme (Programmed for Panic) (saison 6 épisode 3) : Dr Bartheim
- 1972 : La Famille des collines : The Literary Man (saison 1 épisode 11) : Médecin
- 1972 : Bonanza : La 26e tombe (The Twenty-Sixth Grave) (saison 14 épisode 7) : Foreman
- 1973 : Gunsmoke : Talbot (saison 18 épisode 23) : Bull
- 1973 : Gunsmoke : The Boy and the Sinner (saison 19 épisode 4) : Bull
- 1973 : Docteur Marcus Welby : Who Are You Arthur Kolinski ? Saison 4 épisode 17) : Dr Seth Rollins
- 1973 : Docteur Marcus Welby : A Joyful Song (saison 5 épisode 2) : Dr Chet Larkin
- 1973 : La Famille des collines : The Easter Story (saison 1 épisode 24) : Dr Matthew Vance
- 1973 : La Famille des collines : The Journey (saison 2 épisode 1) : Dr Vance
- 1973 : La Famille des collines : The Odyssey (saison 2 épisode 2) : Dr Vance
- 1973 : La Famille des collines : The Prize (saison 2 épisode 7) : Dr Matthew Vance
- 1973 : La Famille des collines : The Thanksgiving Story (saison 2 épisode 10) : Dr Matthew Vance
- 1974 : Owen Marshall: Counselor at Law : Subject: The Sterlization of Judy Simpson (saison 3 épisode 18) : Howard
- 1974 : Mannix : Où est passé le million ? (Trap for a Pigeon) (saison 7 épisode 23) : Christopher
- 1974 : La Famille des collines : The Awakening (saison 2 épisode 15) : Dr Matthew Vance
- 1974 : La Famille des collines : The Cradle (saison 2 épisode 19) : Dr Matthew Vance
- 1974 : Docteur Marcus Welby : The Comeback (saison 5 épisode 14) : Dr Burroughs
- 1974 : Docteur Marcus Welby : The Resident (saison 6 épisode 14) : Dr Paley
- 1974 : Gunsmoke : Like Old Times (saison 19 épisode 16) : Bull
- 1974 : Gunsmoke : Thirty a Month and Found (saison 20 épisode 5) : Bull
- 1974 : Lucas Tanner (en) : A Question of Privacy (saison 1 épisode 5) : Leonard Halper
- 1974 : Columbo : Exercice fatal : examinateur médical
- 1975 : Docteur Marcus Welby : Four Plus Hot (saison 6 épisode 19) : Dr Bonner
- 1975 : Docteur Marcus Welby : Tomorrow May Never Come (saison 7 épisode 1) : Dr Pete Gardner
- 1975 : Section 4 : Strike Force (saison 2 épisode 11) : Miles Sander
- 1976 : 200 dollars plus les frais : Le Portrait d'Elizabeth (A Portrait of Elizabeth) (saison 2 épisode 16) : Garvey
- 1976 : Columbo : Tout n'est qu'illusion : Lassiter
- 1976 : Columbo : Deux en un : Conroy
- 1976 : La Famille des collines : The Burnout (saison 4 épisode 18) : Dr Matthew Vance
- 1976 : La Famille des collines : The Vigil (saison 5 épisode 2) : Dr Matthew Vance
- 1977 : Les Rues de San Francisco : La randonnée dangereuse (Dead Lift) (saison 5 épisode 20) : Tony Lawler
- 1980 : La Famille des collines : The Last Straw (saison 8 épisode 20) : Médecin
- 1982 : Hooker : Hooker en prend pour son grade (The Streets) (saison 1 épisode 2) : Dr Walter Forbes
- 1983 : La Petite Maison dans la prairie : Le Jardin Extraordinaire (Marvin's Garden) (saison 9 épisode 12) : Dr Jenkins

#### Téléfilms
- 1970 : Night Slaves de Ted Post : Jeff Pardee
- 1971 : Panique en plein ciel (titre original : Terror in the Sky) de Bernard L. Kowalski : Deuxième homme
- 1971 : La Dernière Chance (titre original : The Last Child) de John Llewellyn Moxey: Silverman
- 1973 : Trouble Comes to Town de Daniel Petrie: Fogel
- 1973 : The Girl Most Likely to... (en) de Lee Philips: Dr Wolfe
- 1974 : A Case of Rape de Boris Sagal: Night School Instructor
- 1977 : Flight to Holocaust de Bernard L. Kowalski: Emmett Darby
- 1983 : Little House: Look Back to Yesterday de Victor French: Thomas Hall
- 1993 : Gunsmoke: The Long Ride (en) de Jerry Jameson: Pastor Zach